# 香港防癆心臟及胸病協會

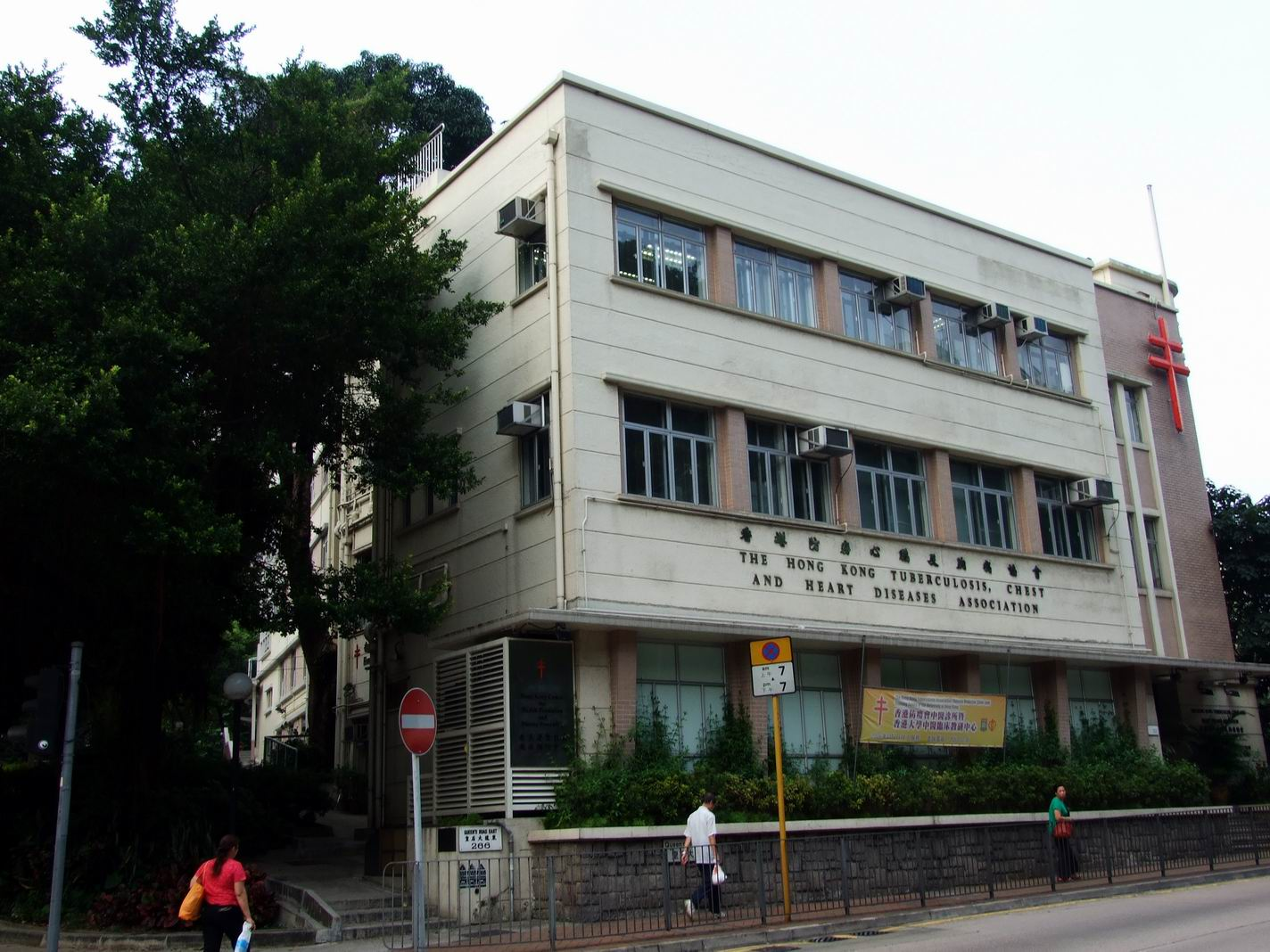
香港防癆心臟及胸病協會總部

香港防癆心臟及胸病協會（The Hong Kong Tuberculosis, Chest and Heart Diseases Association）是香港一個推動、聯繫及舉辦各項預防癆病、心臟病的健康活動及研究治療癆病、心臟病等工作的機構，總部位於灣仔皇后大道東，是國際防癆會（The International Union Against Tuberculosis and Lung Disease）分會之一。

## 歷史
「香港防癆心臟及胸病協會」的前身「香港防癆會」（The Hong Kong Anti-Tuberculosis Association）於1949年成立，發起人包括J.H.律敦治（Jehangir H. Ruttonjee）、周錫年、顏成坤、胡兆熾等社會賢達，翌年2月建立「律敦治療養院」（Ruttonjee Sanatorium），專責治理癆病，其後於1991年重建成為律敦治醫院。而「傅麗儀療養院」（Freni Memorial Convalescent Home）於1956年8月2日落成啟用，專為癆病康復病人提供療養服務，於1999年改建為護理安老院。第三所醫療機構「葛量洪醫院」（Grantham Hospital）於1957年6月6日建成，主要提供癆病治療，於1982年3月11日成為香港心肺科醫療服務中心。

### 無耳牛
「無耳牛」（Double-barred Cross of Lorraine）是總部設在法國巴黎的「國際防癆會」徽號，該徽號原為法國布永的戈弗雷（Godfrey of Bouillon）在第一次十字軍東征時採用。在1902年柏林「國際防癆病會議」中通過「無耳牛」作為對抗肺癆病的徽號。該徽號一直採用到2002年才被更改，但成員仍舊愛用「無耳牛」作為國際對抗癆病的十字軍成員之一。

## 疾病預防中心

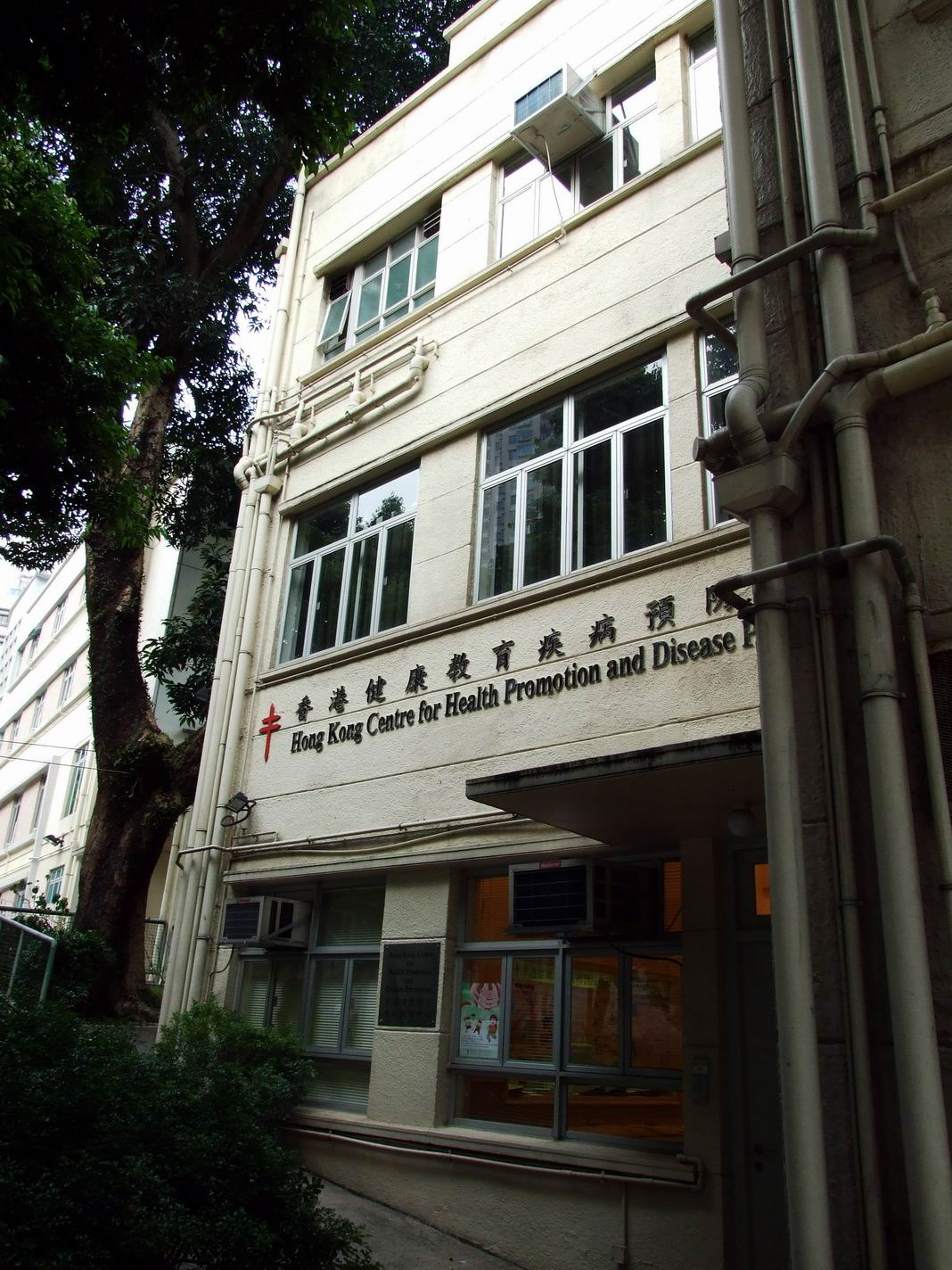
香港健康教育疾病預防中心

在醫院管理局及衛生署支持下，香港防癆心臟及胸病協會於2003年6月成立「香港健康教育疾病預防中心」（Hong Kong Centre for Health Promotion and Disease Prevention），致力推廣「促進健康、預防疾病」的訊息。

### 服務
- 簡單健康檢查：包括量血壓、肺功能測試、脂肪測試、膽固醇測試及血糖測試等
- 資源中心
- 參考圖書館
- 網上健康資訊
- 健康小冊子、單張及光碟供中心內查閱
- 熱線查詢

## 中醫服務
中醫門診服務
為配合政府的中醫發展政策，香港防癆心臟及胸病協會、醫院管理局及香港大學於2006年及2011年分別合作成立以實証為基礎的中醫診所: 位於鄧肇堅醫院的「香港防癆會--香港大學中醫診所暨教研中心 (灣仔區)」(簡稱「灣仔區中醫診所」) 及位於香港仔賽馬會診療所的「香港防癆會--香港大學中醫診所暨教研中心 (南區)」(簡稱「南區中醫診所」)。兩間中醫診所退除提供中醫內科、針灸及骨傷推拿服務外, 亦設有中藥房提供中草藥及顆粒沖劑配方服務。中藥房亦為病人提供代煎服務。除以上的服務外, 兩間中醫診所自2020年3月起開始提供「政府資助中醫服務」 （页面存档备份，存于）。

因應2019冠狀病毒病在香港漫延, 上述兩間中醫診所參與由醫院管理局主辦的「中醫門診特別診療服務」 （页面存档备份，存于）,為本港確診感染2019冠狀病毒病在香港公立醫院出院/已完成隔離，仍有相關新冠病徵的合資格香港居民，提供免費中醫內科門診服務。兩間中醫診所的中醫師亦參與醫院管理局的「住院病人中醫特別診療服務」 （页面存档备份，存于）, 將中醫服務帶進新冠治療中心（亞博館）/ 北大嶼山醫院香港感染控制中心。

為進一步滿足市民對中醫藥服務的需要，協會亦於2019年及2024年分別在灣仔及北角自資成立「香港防癆會梁仲清中醫診所」和「香港防癆會藍義方中醫診所」。中醫診所均提供中醫內科、針灸、骨傷推拿及中藥配劑服務。
外展中醫服務
除上述門診中醫服務外, 協會亦於指定地點(如安老院和長者中心等)或與其他社會服務機構合作提供外展中醫服務, 為不便前往診所就診的病人服務。
專業發展
從2021年夏季起, 協會首次出版名為「中醫匯 （页面存档备份，存于）」的中醫藥通訊, 目標為提供平台給中醫師及中藥從業員就不同的學術領域發佈及分享專業知識。此外, 協會亦安排中醫師到不同的專上學院或機構出任中醫相關學科的講師, 以協助行業的專案發展。

除臨床中醫服務外, 「灣仔區中醫診所」及「南區中醫診所」的中醫師亦與醫院管理局和香港大學合作進行臨床科研項目, 研究範圍包括針灸及不同種類的處理方法。研究成果亦曾於國際醫學期刊及本地和海外的學術會議上發佈。上述兩間中醫診所亦肩負起中醫教育及培訓的工作：例如提供職位予剛畢業的中醫師、為本地中醫藥的學生提供實習機會、與不同機構舉辦的中醫診所助理課程學員進行交流及參觀等。
中醫社區健康教育
中醫社區健康教育是協會其中一項重要工作。現時，協會的中醫師會走訪不同的長者中心、病友組織等主講中醫講座及相關活動。此外 ，中醫師於不同的報章、雜誌、電視及電台等媒體，以專欄或訪問的形式把中醫藥知識普及於民。近年 ，協會亦於不同的網上社交媒體發放中醫知識及服務資訊。協會亦編制一系列以中醫為主題的健康教育小冊子, 免費在中醫診所及特定地點派發。
全人關顧
疾病不單影響身體, 亦會影響心靈情緒及引起不同的福利需要(如疾病適應、情緒支援、照顧問題、其他復康服務等) 。因此在得到求診人的同意後, 中醫診所可轉介有需要的求診人到由社會福利署或其他指定非政府機構營運的「綜合家庭服務中心」接受服務, 達致全人健康。